# Jeanne Hachette

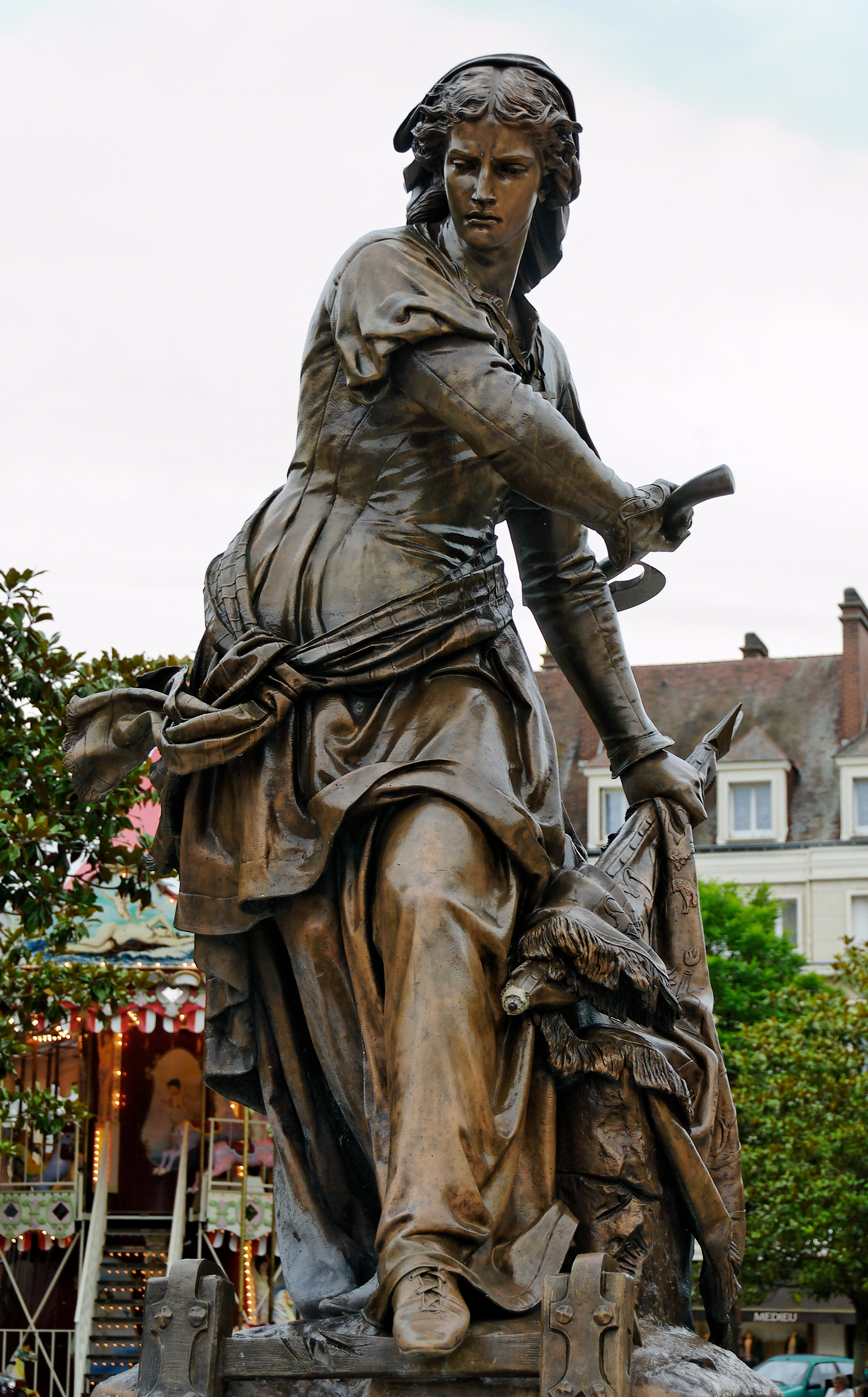
Bronzen standbeeld van Jeanne Hachette in Beauvais van Gabriel-Vital Dubray (1813-1892)

Jeanne Hachette (geboren 1454 ?), was de bijnaam van een Franse vrouw die heldhaftig optrad tijdens de belegering van Beauvais.
Toen Beauvais in 1472 door Karel de Stoute, hertog van Bourgondië, werd belegerd, zag men haar aan het hoofd van een troep vrouwen op de muur verschijnen. Zij zou de Bourgondische vlag aan een soldaat hebben ontrukt, die reeds bezig was die vlag op de muur te planten. Zij vuurde door dit heldhaftig bedrijf de moed van de belegerden weer zozeer aan dat ze de vijand afsloegen.
De geschiedschrijvers zijn het niet eens over haar naam: sommigen noemen haar Jeanne Fouquet of Fourquet, bij anderen heet zij Jeanne Laisné. Haar bijnaam Hachette ontving zij omdat zij tijdens het beleg was gewapend met een bijl (hache).